# クルタローロ
クルタローロ（伊: Curtarolo）は、イタリア共和国ヴェネト州パドヴァ県にある、人口約7,100人の基礎自治体（コムーネ）。

## 地理

### 位置・広がり

#### 隣接コムーネ
隣接するコムーネは以下の通り。
- カンポ・サン・マルティーノ
- リーメナ
- ピアッツォーラ・スル・ブレンタ
- サン・ジョルジョ・デッレ・ペルティケ
- ヴィゴダルツェレ

### 気候分類・地震分類
クルタローロにおけるイタリアの気候分類 (it) および度日は、zona E, 2383 GGである。
また、イタリアの地震リスク階級 (it) では、zona 3 (sismicità bassa) に分類される。